# Лахін Юрій Миколайович
Юрій Миколайович Лахін (рос. Юрий Николаевич Лахин; нар. 23 липня 1952, Запоріжжя, УРСР — пом. 27 січня 2021, Москва, Росія) — радянський і російський актор театру й кіно. Заслужений артист РРФСР (1988).

## Життєпис
Юрій Лахін народився 23 липня 1952 року в Запоріжжі. Незабаром після цього разом з батьками переїхав на Урал.
У 1978 році закінчив Свердловське театральне училище (майстер — В. Анісімов).
З 1978 по 1989 рр. — артист Свердловського академічного театру драми.
З 1989 по 1996 рр. — артист Театру на Покровці, також був помічником С. Арцибашева.
З 1996 по 2008 рр. — артист театру «Сатирикон».
Дружина — актриса Олена Борисова.
Помер 27 січня 2021 року в Москві на 69-му році життя. Причиною смерті стали ускладнення після перенесеного коронавіруса. Похований на Перепечинському кладовищі.

## Творчість

### Ролі в театрі
- «А цей випав з гнізда» К. Кізі — Макмерфі
- «Дикун» А. Касона — Пабло
- «Ромео та Джульєтта» В. Шекспіра — Ескал, князь Верони
- «Кйоджинські перепалки» К. Гальдони — Ісідоро, помічник судді
- «Жак та його Пан» М. Кундери — Сен-Оуен
- «Лев взимку» Д. Голдмена — Генрі II Плантагенет
- «Слуги та сніг» А. Мердок — Камердинер Фредерік
- «Гамлет» В. Шекспира — Клавдій, Привид
- «Сіньйор Тодеро господар» К. Гольдоні — Пеллегрін
- «Прибуткове місце» А. Островського — Вишневський

### Фільмографія
| Рік       |   | Українська назва                     | Оригінальна назва                   | Роль                                                 |
| --------- | - | ------------------------------------ | ----------------------------------- | ---------------------------------------------------- |
| 1973—1983 | с | Вічний поклик                        | Вечный зов                          | Василь Кружилин, син Полікарпа                       |
| 1982      | ф | Тим, хто залишається жити            | Тем, кто остается жить              | Максимов                                             |
| 1983      | ф | Тут твій фронт                       | Здесь твой фронт                    | головний інженер                                     |
| 1988      | ф | За ким замужіжня співачка?           | За кем замужем певица?              | Микола Кошелєв                                       |
| 1991      | ф | Казка на ніч                         | Сказка на ночь                      | охоронець                                            |
| 1992      | ф | Тільки не йди                        | Только не уходи                     |                                                      |
| 1994      | ф | Хоровод                              | Хоровод                             | апаратник                                            |
| 2001      | с | Сищики                               | Сыщики                              | Цаплін                                               |
| 2002      | ф | Антикілер                            | Антикиллер                          | «Зима», злодій в законі                              |
| 2002      | ф | Порода                               | Порода                              | полковник Бронін                                     |
| 2002      | с | Слідство ведуть ЗнаТоКи. Пуд золота  | Следствие ведут ЗнаТоКи. Пуд золота | Тарасов                                              |
| 2002      | с | Таємний знак                         | Тайный знак                         | Володимир Сотников, батько Олега                     |
| 2003      | ф | Тріо                                 | Трио                                | Василь                                               |
| 2003      | ф | Життя одне                           | Жизнь одна                          | доктор                                               |
| 2003      | с | Оперативний псевдонім                | Оперативный псевдоним               | Клевець                                              |
| 2003      | с | Таємний знак-2. Повернення господаря | Тайный знак—2. Возвращение хозяина  | Сотников                                             |
| 2004      | с | Таємний знак-3. Формула щастя        | Тайный знак—3. Формула счастья      | Сотников                                             |
| 2005      | с | Талісман кохання                     | Талисман любви                      | мельник Мирон                                        |
| 2006      | с | Громови                              | Громовы                             | начальник колонії                                    |
| 2007      | с | Експерти                             | Эксперты                            | слідчий Морозов                                      |
| 2006      | ф | Консерви                             | Консервы                            | командир спецназу Скрябін                            |
| 2007      | с | Ліквідація                           | Ликвидация                          | полковник Чусов, начальник контррозвідки             |
| 2007      | с | Національне надбання                 | Национальное достояние              | генерал-лейтенант                                    |
| 2007      | ф | Синьйор Тодеро господар              | Синьор Тодеро хозяин                | Пеллегрін, син Тодеро                                |
| 2008      | с | Мереживо                             | Кружева                             | Дмитро Давидов                                       |
| 2008      | с | Осінній детектив                     | Осенний детектив                    | Вадим Стрекалов                                      |
| 2008—2011 | с | Обручка                              | Обручальное кольцо                  | Геннадій Павлович Лукин                              |
| 2009      | с | Ісаєв                                | Исаев                               | Прохоров, голова Ревтрибуналу                        |
| 2011      | с | Лють                                 | Ярость                              | Валентин                                             |
| 2011      | ф | Висоцький. Дякуємо, що живий         | Высоцкий. Спасибо, что живой        | лікар                                                |
| 2013      | с | Син батька народів                   | Сын отца народов                    | Микола Власик                                        |
| 2013—2018 | с | Молодіжка                            | Молодёжка                           | Віктор Анатолійович, батько Андрія Кисляка, прокурор |
| 2018      | с | Сплячі                               | Спящие                              | Мішин                                                |
| 2019      | с | Зорге                                | Зорге                               | Герфер, журналіст з Берліну                          |

## Звання та нагороди
- Заслужений артист РРФСР (1988)[4]
- Лауреат конкурсу «Браво!» — 1987 — «Найкраща чоловіча роль» за роль Макмерфі у виставі «А цей випав з гнізда».
- Лауреат премії за кращу чоловічу роль на Всесоюзному фестивалі сучасної п'єси.
- Лауреат премії імені Анатолія Папанова за найкращу чоловічу роль на фестивалі російської комедії.